# Neville Maxwell
Neville Maxwell (Galway, 15 de mayo de 1970) es un deportista irlandés que compitió en remo.
Ganó cuatro medallas en el Campeonato Mundial de Remo entre los años 1994 y 1999.
Participó en dos Juegos Olímpicos de Verano, en los años 1996 y 2000, ocupando el cuarto lugar en Atlanta 1996, en la prueba de cuatro sin timonel ligero.

## Palmarés internacional
| Campeonato Mundial | Campeonato Mundial            | Campeonato Mundial | Campeonato Mundial     |
| Año                | Lugar                         | Medalla            | Prueba                 |
| ------------------ | ----------------------------- | ------------------ | ---------------------- |
| 1994               | Indianápolis (Estados Unidos) | Medalla de bronce  | Dos sin timonel ligero |
| 1996               | Motherwell (Reino Unido)      | Medalla de plata   | Dos sin timonel ligero |
| 1997               | Aiguebelette (Francia)        | Medalla de plata   | Dos sin timonel ligero |
| 1999               | St. Catharines (Canadá)       | Medalla de bronce  | Dos sin timonel ligero |